# 질산 철(III)
질산철(III)(Iron(III) nitrate)은 화학식 Fe(NO3)3을 갖는 무기 화합물이다. 가장 흔한 형태는 구(9)수화물 형태인 Fe(NO3)3.(H2O)9이다. 수화물들은 모두 창백한 색을 내며 수용성의 상자성염이다.

## 준비
Fe + 4 HNO3 → Fe(NO3)3 +  NO + 2 H2O.

## 응용
2 NH3  +  2 Na  →  2 NaNH2  +  H2